# Villaria philippinensis
Villaria philippinensis là một loài thực vật có hoa trong họ Thiến thảo. Loài này được Rolfe miêu tả khoa học đầu tiên năm 1884.